# 더 레이디 인 더 밴
《더 레이디 인 더 밴》(영어: The Lady in the Van)은 영국에서 제작된 니컬러스 하이트너 감독의 2015년 코미디 드라마 영화이다. 매기 스미스 등이 출연하였다.

## 출연진
- 매기 스미스
- 앨릭스 제닝스
- 로저 앨럼
- 데버라 핀들리
- 궨 테일러
- 프랜시스 데라투어
- 짐 브로드벤트
- 클레어 포이
- 니컬러스 번스
- 새뮤얼 바넷
- 새뮤얼 앤더슨
- 도미닉 쿠퍼
- 제임스 코든
- 사샤 더원
- 러셀 토비
- 더멋 크롤리